# II liga polska w piłce siatkowej mężczyzn (2020/2021)
II liga polska w piłce siatkowej mężczyzn 2020/2021 – 31. edycja ligowych rozgrywek siatkarskich trzeciego szczebla, organizowanych przez Polski Związek Piłki Siatkowej pod nazwą II liga.

## System rozgrywek
- Etap I (dwurundowa faza zasadnicza) – przeprowadzona zostaje w formule ligowej, systemem kołowym (tj. "każdy z każdym – mecz i rewanż".

O końcowej klasyfikacji decyduje kolejno: 
1. większa liczba zdobytych punktów
2. większa liczba zwycięstw
3. większy stosunek setów,
4. większy stosunek „małych” punktów
5. wynik bezpośrednich spotkań (kolejno – punkty, sety, „małe punkty”)

- Etap II (play-off / play-out) – 4 najlepsze zespoły w każdej grupie walczą systemem play-off o dwa miejsca premiowane awansem do turniejów półfinałowych. Rozgrywa się rundę play-out z udziałem 4 najsłabszych drużyn. Rundę play-off i play-out rozgrywa się do trzech zwycięstw. Zespoły grają ze sobą według klucza: w play-off 1 - 4, 2 - 3, a w play-out 7 - 10, 8 - 9. Gospodarzem pierwszego terminu (terminy oprócz ewentualnego piątego spotkania są dwudniowe - dwumeczowe) jest drużyna wyżej sklasyfikowana w tabeli. Zwycięzcy rundy play-off awansują do turniejów półfinałowych, a najsłabsze dwie drużyny po rundzie play-out spadają do III ligi.
- Etap III (turniej półfinałowy) – Turnieje półfinałowe z udziałem 12 najlepszych drużyn, podzielone zostają na 3 grupy; w pierwszej mierzą się zespoły z grup 1 i 2, w drugiej – 3 i 4, w trzeciej 5 i 6. Do turnieju finałowego awansują po dwie najlepsze drużyny z każdej grupy.
- Etap IV (turniej finałowy - dwie fazy) – 6 drużyn podzielonych na 2 grupy po 3 zespoły. Gra "każdy z każdym". 2 najlepsze z każdej grupy awansują do drugiej, ostatecznej fazy finałowej. Każdy z zespołów gra z obiema drużynami, której awansowały z przeciwnej grupy pierwszej fazy finałowej (3 zespołowej). Tworzy się zbiorcza 4 zespołowa tabela z zaliczeniem wyników z I fazy finałowej (odejmując punkty zdobyte za mecz z drużyną, która odpadła w I etapie finału). Najlepsze dwie drużyny z ostatecznej tabeli awansują do I ligi.

## Drużyny uczestniczące

### Grupa 1
| | Uczestnicy poprzedniej edycji |   |
| --- | ----------------------------- | - |
| WIL | LUKS Wilki Wilczyn            | 2 |
| MIĘ | KS Orzeł Międzyrzecz          | 3 |
| SPC | SPS Konspol Słupca            | 4 |
| LĘB | Trefl Lębork                  | 5 |
| STO | GKS Stoczniowiec Gdańsk       | 6 |
| CZA | MKS STEICO Noteć Czarnków     | 7 |
| POL | SMS Police                    | 9 |
| | Awans z III ligi              |   |
| SZC | STALPRO Błyskawica Szczecin   |   |
| GOR | SKS Gorzów Wielkopolski       |   |
| POZ | Enea Energetyk Poznań         |   |
| Oznaczenia: - kolumna pierwsza – skróty nazw drużyn wpisane na mapie (jeśli ta została zamieszczona), - kolumna trzecia – miejsce zajęte przez daną drużynę w poprzednim sezonie. |                               |   |

### Grupa 2
| | Uczestnicy poprzedniej edycji                   |   |
| --- | ----------------------------------------------- | - |
| MET | KS Metro Warszawa                               | 2 |
| BES | BESTIOS Białystok                               | 3 |
| WOL | MOS Wola Tramwaje Warszawskie                   | 4 |
| GRO | UKS Sparta Grodzisk Mazowiecki                  | 4 |
| LEG | Legia Warszawa                                  | 5 |
| AUG | UKS Centrum Augustów                            | 6 |
| OLS | AZS UWM Olsztyn II                              | 7 |
| MIE | UKS Międzyrzecka Trójka w Międzyrzecu Podlaskim | 8 |
| SPA | SMS PZPS Spała II                               | 9 |
| | Awans z III ligi                                |   |
| WYS | KS Camper Wyszków                               |   |
| Oznaczenia: - kolumna pierwsza – skróty nazw drużyn wpisane na mapie (jeśli ta została zamieszczona), - kolumna trzecia – miejsce zajęte przez daną drużynę w poprzednim sezonie. |                                                 |   |

### Grupa 3
| | Uczestnicy poprzedniej edycji |    |
| --- | ----------------------------- | -- |
| CRZ | Czarni Rząśnia                | 1  |
| SIE | Tubądzin Volley MOSiR Sieradz | 2  |
| ŁĘC | MMKS Lotnik Łęczyca           | 6  |
| ROZ | Arcobaleno Kasztelan Rozprza  | 7  |
| OZO | MKS Bzura Ozorków             | 8  |
| | Spadek z Krispol 1. Ligi      |    |
| SMS | SMS PZPS Spała                | 14 |
| | Awans z III ligi              |    |
| TOR | AZS UMK Toruń                 |    |
| WIE | WKS Wieluń                    |    |
| DOB | LKS LUKS Dobroń               |    |
| WŁO | KS Hetman Włoszczowa          |    |
| Oznaczenia: - kolumna pierwsza – skróty nazw drużyn wpisane na mapie (jeśli ta została zamieszczona), - kolumna trzecia – miejsce zajęte przez daną drużynę w poprzednim sezonie. |                               |    |

### Grupa 4
| | Uczestnicy poprzedniej edycji      |    |
| --- | ---------------------------------- | -- |
| NS | MKST Astra Nowa Sól                | 1  |
| WAŁ | Chełmiec Wałbrzych                 | 2  |
| ŻAG | WKS Sobieski ARENA Żagań           | 3  |
| BIE | KS Bielawianka Bester Bielawa      | 4  |
| ZG | KU AZS UZ Zielona Góra             | 5  |
| OŁA | MKS Olavia Oława                   | 6  |
| MIL | MUKS Ziemia Milicka Milicz         | 7  |
| LEG | MKS Ikar Legnica                   | 8  |
| | Spadek z Krispol 1. Ligi           |    |
| GŁO | SPS Chrobry Głogów                 | 13 |
| | Awans z III ligi                   |    |
| JL | IM Faurecia Volley Jelcz-Laskowice |    |
| Oznaczenia: - kolumna pierwsza – skróty nazw drużyn wpisane na mapie (jeśli ta została zamieszczona), - kolumna trzecia – miejsce zajęte przez daną drużynę w poprzednim sezonie. |                                    |    |

### Grupa 5
| | Uczestnicy poprzedniej edycji                  |   |
| --- | ---------------------------------------------- | - |
| TYC | TKS Tychy                                      | 1 |
| AND | MKS Andrychów                                  | 2 |
| KĘT | UMKS Kęczanin Kęty                             | 3 |
| RYB | TS Volley Rybnik                               | 4 |
| JAS | AT Jastrzębski Węgiel                          | 5 |
| CZĘS | Eco-Team AZS Stoelzle Częstochowa              | 5 |
| OPO | AZS Politechnika Opolska Cementownia Odra S.A. | 6 |
| BĘD | MKS Będzin II                                  | 8 |
| | Awans z III ligi                               |   |
| NAM | NKS Start Namysłów                             |   |
| MŚ | KS Volley Miasteczko Śląskie                   |   |
| Oznaczenia: - kolumna pierwsza – skróty nazw drużyn wpisane na mapie (jeśli ta została zamieszczona), - kolumna trzecia – miejsce zajęte przez daną drużynę w poprzednim sezonie. |                                                |   |

### Grupa 6
| | Uczestnicy poprzedniej edycji              |       |
| --- | ------------------------------------------ | ----- |
| KOZ | Enea KKS Kozienice                         | 2     |
| SĘD | Extrans Sędziszów Małopolski               | 3     |
| KRO | Karpaty-Karpacka Państwowa Uczelnia Krosno | 4     |
| JSŁ | MKS MOSiR Jasło                            | 7     |
| ROP | KS Błękitni Ropczyce                       | 8     |
| | Awans z III ligi                           |       |
| SPA | SMS Sparta AGH Kraków                      |       |
| HUT | KS Hutnik-Wanda Kraków                     |       |
| CHE | KS Arka Tempo Chełm                        | [ d ] |
| RZE | AKS V LO Rzeszów                           |       |
| GOR | GKPS Gorlice                               |       |
| Oznaczenia: - kolumna pierwsza – skróty nazw drużyn wpisane na mapie (jeśli ta została zamieszczona), - kolumna trzecia – miejsce zajęte przez daną drużynę w poprzednim sezonie. |                                            |       |

źródło: siatka.org, https://sedziowie.pzps.pl/system, oficjalne strony Okręgowych Związków Piłki Siatkowej

## Faza zasadnicza

### Grupa 1
| Lp. | Drużyna                       | Pkt | Mecze | Mecze | Mecze | Rodzaj wyniku | Rodzaj wyniku | Rodzaj wyniku | Rodzaj wyniku | Rodzaj wyniku | Rodzaj wyniku | Sety | Sety | Sety  | Małe punkty | Małe punkty | Małe punkty |
| Lp. | Drużyna                       | Pkt | M     | W     | P     | 3:0           | 3:1           | 3:2           | 2:3           | 1:3           | 0:3           | wyg. | prz. | stos. | zdob.       | str.        | stos.       |
| --- | ----------------------------- | --- | ----- | ----- | ----- | ------------- | ------------- | ------------- | ------------- | ------------- | ------------- | ---- | ---- | ----- | ----------- | ----------- | ----------- |
| 1   | GBS Bank KS Orzeł Międzyrzecz | 47  | 18    | 16    | 2     | 9             | 4             | 3             | 2             | 0             | 0             | 52   | 16   | 3.25  | 1594        | 1235        | 1.29        |
| 2   | LUKS Wilki Wilczyn            | 41  | 18    | 14    | 4     | 8             | 4             | 2             | 1             | 1             | 2             | 45   | 20   | 2.25  | 1481        | 1289        | 1.15        |
| 3   | GKS Stoczniowiec Gdańsk       | 37  | 18    | 13    | 5     | 7             | 3             | 3             | 1             | 2             | 2             | 43   | 24   | 1.79  | 1542        | 1393        | 1.11        |
| 4   | SPS Konspol Słupca            | 35  | 18    | 12    | 6     | 7             | 3             | 2             | 1             | 2             | 3             | 40   | 25   | 1.6   | 1508        | 1318        | 1.14        |
| 5   | Trefl Lębork                  | 31  | 18    | 10    | 8     | 4             | 4             | 2             | 3             | 4             | 1             | 40   | 32   | 1.25  | 1598        | 1489        | 1.07        |
| 6   | Enea Energetyk Poznań         | 27  | 18    | 9     | 9     | 5             | 3             | 1             | 1             | 3             | 5             | 32   | 32   | 1     | 1450        | 1399        | 1.04        |
| 7   | STALPRO Błyskawica Szczecin   | 26  | 18    | 8     | 10    | 2             | 5             | 1             | 3             | 3             | 4             | 33   | 37   | 0.89  | 1551        | 1493        | 1.04        |
| 8   | SKS Gorzów Wielkopolski       | 13  | 18    | 4     | 14    | 4             | 0             | 0             | 1             | 8             | 5             | 22   | 42   | 0.52  | 1418        | 1472        | 0.96        |
| 9   | MKS STEICO Noteć Czarnków     | 10  | 18    | 3     | 15    | 2             | 1             | 0             | 1             | 3             | 11            | 14   | 46   | 0.3   | 731         | 1418        | 0.52        |
| 10  | SMS Police                    | 3   | 18    | 1     | 17    | 1             | 0             | 0             | 0             | 1             | 16            | 4    | 51   | 0.08  | 951         | 1318        | 0.72        |

Źródło: https://2ligamezczyzn.volleystation.com/pl/season/3/phase-62-2-liga-mezczyzn-20202021-grupa-1-faza-zasadnicza/standings/
Punktacja: 3:0 i 3:1 – 3 pkt; 3:2 – 2 pkt; 2:3 – 1 pkt; 1:3 i 0:3 – 0 pkt
Zasady ustalania kolejności: 1. liczba punktów; 2. liczba zwycięstw; 3. stosunek setów; 4. stosunek małych punktów; 5. bilans w bezpośrednich meczach
Uwagi: Klub MKS STEICO Noteć Czarnków wycofał się z rozgrywek po rozpoczęciu rundy rewanżowej fazy zasadniczej. Spowodowało to anulowanie wszystkich punktów tego zespołu oraz punktów zdobytych w spotkaniach z tym zespołem w rundzie rewanżowej. Punkty z I rundy fazy zasadniczej zostały zachowane. Pozostałe, zaplanowane mecze w II rundzie z tym zespołem były pauzami..
     runda play-off
     baraż o utrzymanie

### Grupa 2
| Lp. | Drużyna                              | Pkt | Mecze | Mecze | Mecze | Rodzaj wyniku | Rodzaj wyniku | Rodzaj wyniku | Rodzaj wyniku | Rodzaj wyniku | Rodzaj wyniku | Sety | Sety | Sety  | Małe punkty | Małe punkty | Małe punkty |
| Lp. | Drużyna                              | Pkt | M     | W     | P     | 3:0           | 3:1           | 3:2           | 2:3           | 1:3           | 0:3           | wyg. | prz. | stos. | zdob.       | str.        | stos.       |
| --- | ------------------------------------ | --- | ----- | ----- | ----- | ------------- | ------------- | ------------- | ------------- | ------------- | ------------- | ---- | ---- | ----- | ----------- | ----------- | ----------- |
| 1   | Legia Warszawa                       | 46  | 18    | 17    | 1     | 8             | 4             | 5             | 0             | 0             | 1             | 51   | 17   | 3     | 1623        | 1393        | 1.17        |
| 2   | UKS Sparta Grodzisk Mazowiecki       | 45  | 18    | 16    | 2     | 8             | 4             | 4             | 1             | 0             | 1             | 50   | 18   | 2.78  | 1591        | 1355        | 1.17        |
| 3   | SMS PZPS Spała II                    | 33  | 18    | 10    | 8     | 9             | 0             | 1             | 4             | 1             | 3             | 39   | 26   | 1.5   | 1446        | 1339        | 1.08        |
| 4   | KS Camper Wyszków                    | 29  | 18    | 11    | 7     | 3             | 1             | 7             | 3             | 3             | 1             | 42   | 36   | 1.17  | 1676        | 1661        | 1.01        |
| 5   | KS Metro Warszawa                    | 26  | 18    | 7     | 11    | 2             | 3             | 2             | 7             | 2             | 2             | 37   | 40   | 0.93  | 1684        | 1697        | 0.99        |
| 6   | UMKS MOS Wola Warszawa               | 25  | 18    | 8     | 10    | 2             | 4             | 2             | 3             | 5             | 2             | 35   | 38   | 0.92  | 1835        | 1618        | 1.13        |
| 7   | UKS Centrum Augustów                 | 20  | 18    | 8     | 10    | 1             | 3             | 4             | 0             | 2             | 8             | 26   | 41   | 0.63  | 1435        | 1557        | 0.92        |
| 8   | AZS UWM Olsztyn II                   | 19  | 18    | 5     | 13    | 3             | 1             | 1             | 5             | 1             | 7             | 26   | 42   | 0.62  | 1395        | 1523        | 0.92        |
| 9   | KS MOSiR Huragan Międzyrzec Podlaski | 15  | 18    | 4     | 14    | 1             | 1             | 2             | 5             | 2             | 7             | 24   | 47   | 0.51  | 1505        | 1631        | 0.92        |
| 10  | BESTIOS Białystok                    | 12  | 18    | 4     | 14    | 0             | 2             | 2             | 2             | 7             | 5             | 23   | 48   | 0.48  | 1452        | 1868        | 0.78        |

Źródło: https://2ligamezczyzn.volleystation.com/pl/season/3/phase-63-2-liga-mezczyzn-20202021-grupa-2-faza-zasadnicza/standings/
Punktacja: 3:0 i 3:1 – 3 pkt; 3:2 – 2 pkt; 2:3 – 1 pkt; 1:3 i 0:3 – 0 pkt
Zasady ustalania kolejności: 1. liczba punktów; 2. liczba zwycięstw; 3. stosunek setów; 4. stosunek małych punktów; 5. bilans w bezpośrednich meczach
     runda play-off
     baraż o utrzymanie

### Grupa 3
| Lp. | Drużyna                       | Pkt | Mecze | Mecze | Mecze | Rodzaj wyniku | Rodzaj wyniku | Rodzaj wyniku | Rodzaj wyniku | Rodzaj wyniku | Rodzaj wyniku | Sety | Sety | Sety  | Małe punkty | Małe punkty | Małe punkty |
| Lp. | Drużyna                       | Pkt | M     | W     | P     | 3:0           | 3:1           | 3:2           | 2:3           | 1:3           | 0:3           | wyg. | prz. | stos. | zdob.       | str.        | stos.       |
| --- | ----------------------------- | --- | ----- | ----- | ----- | ------------- | ------------- | ------------- | ------------- | ------------- | ------------- | ---- | ---- | ----- | ----------- | ----------- | ----------- |
| 1   | SMS PZPS Spała III            | 48  | 18    | 17    | 1     | 11            | 2             | 4             | 1             | 0             | 0             | 53   | 13   | 4.08  | 1557        | 1334        | 1.17        |
| 2   | Tubądzin Volley MOSiR Sieradz | 43  | 19    | 14    | 5     | 12            | 2             | 0             | 1             | 2             | 2             | 46   | 17   | 2.71  | 1504        | 1290        | 1.17        |
| 3   | WKS Wieluń                    | 39  | 18    | 14    | 4     | 4             | 6             | 4             | 1             | 2             | 1             | 46   | 26   | 1.77  | 1657        | 1562        | 1.06        |
| 4   | LKS Czarni Rząśnia            | 37  | 18    | 12    | 6     | 8             | 2             | 2             | 3             | 1             | 2             | 43   | 24   | 1.79  | 1530        | 1346        | 1.14        |
| 5   | MKS Bzura Ozorków             | 37  | 17    | 12    | 5     | 3             | 8             | 1             | 2             | 2             | 1             | 42   | 25   | 1.68  | 1548        | 1401        | 1.1         |
| 6   | MMKS Lotnik Łęczyca           | 22  | 18    | 7     | 11    | 1             | 5             | 1             | 2             | 4             | 5             | 29   | 40   | 0.73  | 1474        | 1595        | 0.92        |
| 7   | LUMKS Kasztelan Rozprza       | 21  | 18    | 8     | 10    | 1             | 2             | 5             | 2             | 1             | 7             | 29   | 42   | 0.69  | 1565        | 1636        | 0.96        |
| 8   | KS Hetman Włoszczowa          | 11  | 18    | 3     | 15    | 0             | 2             | 1             | 3             | 4             | 8             | 19   | 49   | 0.39  | 1387        | 1578        | 0.88        |
| 9   | LKS LUKS Dobroń               | 10  | 18    | 3     | 15    | 0             | 3             | 0             | 1             | 8             | 6             | 19   | 48   | 0.4   | 1442        | 1607        | 0.9         |
| 10  | AZS UMK Toruń                 | 5   | 18    | 1     | 17    | 1             | 0             | 0             | 2             | 8             | 7             | 15   | 51   | 0.29  | 1299        | 1578        | 0.82        |

Źródło: https://2ligamezczyzn.volleystation.com/pl/season/3/phase-64-2-liga-mezczyzn-20202021-grupa-3-faza-zasadnicza/standings/
Punktacja: 3:0 i 3:1 – 3 pkt; 3:2 – 2 pkt; 2:3 – 1 pkt; 1:3 i 0:3 – 0 pkt
Zasady ustalania kolejności: 1. liczba punktów; 2. liczba zwycięstw; 3. stosunek setów; 4. stosunek małych punktów; 5. bilans w bezpośrednich meczach
     runda play-off
     baraż o utrzymanie

### Grupa 4
| Lp. | Drużyna                            | Pkt | Mecze | Mecze | Mecze | Rodzaj wyniku | Rodzaj wyniku | Rodzaj wyniku | Rodzaj wyniku | Rodzaj wyniku | Rodzaj wyniku | Sety | Sety | Sety  | Małe punkty | Małe punkty | Małe punkty |
| Lp. | Drużyna                            | Pkt | M     | W     | P     | 3:0           | 3:1           | 3:2           | 2:3           | 1:3           | 0:3           | wyg. | prz. | stos. | zdob.       | str.        | stos.       |
| --- | ---------------------------------- | --- | ----- | ----- | ----- | ------------- | ------------- | ------------- | ------------- | ------------- | ------------- | ---- | ---- | ----- | ----------- | ----------- | ----------- |
| 1   | SPS Chrobry Głogów                 | 48  | 17    | 16    | 1     | 12            | 3             | 1             | 1             | 0             | 0             | 50   | 8    | 6.25  | 1421        | 1086        | 1.31        |
| 2   | WKS Sobieski ARENA Żagań           | 42  | 17    | 15    | 2     | 8             | 3             | 4             | 1             | 1             | 0             | 48   | 17   | 2.82  | 1518        | 1304        | 1.16        |
| 3   | MKST Astra Nowa Sól                | 39  | 16    | 13    | 3     | 9             | 3             | 1             | 1             | 1             | 1             | 42   | 14   | 3     | 1339        | 1130        | 1.18        |
| 4   | KS Bielawianka Bester Bielawa      | 29  | 18    | 9     | 9     | 5             | 4             | 0             | 2             | 2             | 5             | 33   | 31   | 1.06  | 1432        | 1404        | 1.02        |
| 5   | MUKS Ziemia Milicka Milicz         | 28  | 16    | 10    | 6     | 4             | 3             | 3             | 1             | 2             | 3             | 34   | 27   | 1.26  | 1351        | 1357        | 1           |
| 6   | Chełmiec Wałbrzych                 | 21  | 18    | 7     | 11    | 5             | 1             | 1             | 1             | 4             | 6             | 27   | 36   | 0.75  | 1340        | 1401        | 0.96        |
| 7   | MKS Ikar Legnica                   | 19  | 18    | 6     | 12    | 1             | 5             | 0             | 1             | 3             | 8             | 23   | 41   | 0.56  | 1368        | 1472        | 0.93        |
| 8   | MKS Olavia Oława                   | 15  | 18    | 5     | 13    | 1             | 2             | 2             | 2             | 4             | 7             | 23   | 45   | 0.51  | 1390        | 1586        | 0.88        |
| 9   | IM Faurecia Volley Jelcz-Laskowice | 12  | 17    | 4     | 13    | 0             | 1             | 3             | 3             | 3             | 7             | 21   | 46   | 0.46  | 1362        | 1534        | 0.89        |
| 10  | KU AZS UZ Zielona Góra             | 5   | 17    | 1     | 16    | 1             | 0             | 0             | 2             | 5             | 9             | 12   | 48   | 0.25  | 1199        | 1446        | 0.83        |

Źródło: https://2ligamezczyzn.volleystation.com/pl/season/3/phase-65-2-liga-mezczyzn-20202021-grupa-4-faza-zasadnicza/standings/
Punktacja: 3:0 i 3:1 – 3 pkt; 3:2 – 2 pkt; 2:3 – 1 pkt; 1:3 i 0:3 – 0 pkt
Zasady ustalania kolejności: 1. liczba punktów; 2. liczba zwycięstw; 3. stosunek setów; 4. stosunek małych punktów; 5. bilans w bezpośrednich meczach
     runda play-off
     baraż o utrzymanie

### Grupa 5
| Lp. | Drużyna                                        | Pkt | Mecze | Mecze | Mecze | Rodzaj wyniku | Rodzaj wyniku | Rodzaj wyniku | Rodzaj wyniku | Rodzaj wyniku | Rodzaj wyniku | Sety | Sety | Sety  | Małe punkty | Małe punkty | Małe punkty |
| Lp. | Drużyna                                        | Pkt | M     | W     | P     | 3:0           | 3:1           | 3:2           | 2:3           | 1:3           | 0:3           | wyg. | prz. | stos. | zdob.       | str.        | stos.       |
| --- | ---------------------------------------------- | --- | ----- | ----- | ----- | ------------- | ------------- | ------------- | ------------- | ------------- | ------------- | ---- | ---- | ----- | ----------- | ----------- | ----------- |
| 1   | MKS Andrychów                                  | 47  | 18    | 16    | 2     | 11            | 4             | 1             | 0             | 0             | 2             | 48   | 12   | 4     | 1433        | 1175        | 1.22        |
| 2   | UMKS Kęczanin Kęty                             | 46  | 18    | 16    | 2     | 9             | 5             | 2             | 0             | 1             | 1             | 49   | 15   | 3.27  | 1508        | 1331        | 1.13        |
| 3   | Eco-Team AZS Stoelzle Częstochowa              | 40  | 18    | 13    | 5     | 10            | 2             | 1             | 2             | 3             | 0             | 46   | 19   | 2.42  | 1535        | 1268        | 1.21        |
| 4   | TKS Tychy                                      | 36  | 18    | 12    | 6     | 6             | 5             | 1             | 1             | 2             | 3             | 40   | 25   | 1.6   | 1493        | 1368        | 1.09        |
| 5   | WIE-DRUK MKS Będzin II                         | 32  | 18    | 10    | 8     | 7             | 3             | 0             | 2             | 2             | 4             | 36   | 27   | 1.33  | 1373        | 1359        | 1.01        |
| 6   | KS Volley Miasteczko Śląskie                   | 24  | 18    | 8     | 10    | 7             | 1             | 0             | 0             | 3             | 7             | 27   | 31   | 0.87  | 1233        | 1321        | 0.93        |
| 7   | TS Volley Rybnik                               | 24  | 18    | 8     | 10    | 4             | 3             | 1             | 1             | 3             | 6             | 29   | 35   | 0.83  | 1428        | 1482        | 0.96        |
| 8   | AT Jastrzębski Węgiel                          | 14  | 18    | 5     | 13    | 2             | 1             | 2             | 1             | 5             | 7             | 22   | 44   | 0.5   | 1424        | 1498        | 0.95        |
| 9   | NKS Start Namysłów                             | 6   | 18    | 2     | 16    | 0             | 1             | 1             | 1             | 2             | 13            | 10   | 51   | 0.2   | 1148        | 1485        | 0.77        |
| 10  | AZS Politechnika Opolska Cementownia Odra S.A. | 1   | 18    | 0     | 18    | 0             | 0             | 0             | 1             | 4             | 13            | 6    | 54   | 0.11  | 1184        | 1472        | 0.8         |

Źródło: https://2ligamezczyzn.volleystation.com/pl/season/3/phase-66-2-liga-mezczyzn-20202021-grupa-5-faza-zasadnicza/standings/
Punktacja: 3:0 i 3:1 – 3 pkt; 3:2 – 2 pkt; 2:3 – 1 pkt; 1:3 i 0:3 – 0 pkt
Zasady ustalania kolejności: 1. liczba punktów; 2. liczba zwycięstw; 3. stosunek setów; 4. stosunek małych punktów; 5. bilans w bezpośrednich meczach
     runda play-off
     baraż o utrzymanie

### Grupa 6
| Lp. | Drużyna                      | Pkt | Mecze | Mecze | Mecze | Rodzaj wyniku | Rodzaj wyniku | Rodzaj wyniku | Rodzaj wyniku | Rodzaj wyniku | Rodzaj wyniku | Sety | Sety | Sety  | Małe punkty | Małe punkty | Małe punkty |
| Lp. | Drużyna                      | Pkt | M     | W     | P     | 3:0           | 3:1           | 3:2           | 2:3           | 1:3           | 0:3           | wyg. | prz. | stos. | zdob.       | str.        | stos.       |
| --- | ---------------------------- | --- | ----- | ----- | ----- | ------------- | ------------- | ------------- | ------------- | ------------- | ------------- | ---- | ---- | ----- | ----------- | ----------- | ----------- |
| 1   | Enea KKS Kozienice           | 44  | 18    | 15    | 3     | 8             | 5             | 2             | 1             | 2             | 0             | 49   | 18   | 2.72  | 1571        | 1363        | 1.15        |
| 2   | Karpaty PWSZ Krosno Glass    | 43  | 18    | 14    | 4     | 12            | 1             | 1             | 2             | 2             | 0             | 48   | 15   | 3.2   | 1505        | 1327        | 1.13        |
| 3   | MKS MOSiR Jasło              | 42  | 18    | 15    | 3     | 5             | 7             | 3             | 0             | 2             | 1             | 47   | 22   | 2.14  | 1625        | 1452        | 1.12        |
| 4   | KS Arka Tempo Chełm          | 37  | 18    | 12    | 6     | 9             | 2             | 1             | 2             | 3             | 1             | 43   | 22   | 1.95  | 1482        | 1325        | 1.12        |
| 5   | Extrans Sędziszów Małopolski | 31  | 18    | 11    | 7     | 4             | 5             | 2             | 0             | 1             | 6             | 34   | 30   | 1.13  | 1485        | 1403        | 1.06        |
| 6   | KS Hutnik-Wanda Kraków       | 26  | 18    | 8     | 10    | 3             | 4             | 1             | 3             | 3             | 4             | 33   | 36   | 0.92  | 1530        | 1546        | 0.99        |
| 7   | KS Błękitni Ropczyce         | 19  | 18    | 6     | 12    | 2             | 3             | 1             | 2             | 5             | 5             | 27   | 41   | 0.66  | 1489        | 1589        | 0.94        |
| 8   | AKS V LO Rzeszów             | 11  | 18    | 4     | 14    | 2             | 1             | 1             | 0             | 6             | 8             | 18   | 45   | 0.4   | 1330        | 1507        | 0.88        |
| 9   | SMS Sparta AGH Kraków        | 11  | 18    | 3     | 15    | 2             | 1             | 0             | 2             | 4             | 9             | 17   | 46   | 0.37  | 1287        | 1493        | 0.86        |
| 10  | GKPS Gorlice                 | 6   | 18    | 2     | 16    | 1             | 1             | 0             | 0             | 2             | 14            | 8    | 49   | 0.16  | 1118        | 1417        | 0.79        |

Źródło: https://2ligamezczyzn.volleystation.com/pl/season/3/phase-67-2-liga-mezczyzn-20202021-grupa-6-faza-zasadnicza/standings/
Punktacja: 3:0 i 3:1 – 3 pkt; 3:2 – 2 pkt; 2:3 – 1 pkt; 1:3 i 0:3 – 0 pkt
Zasady ustalania kolejności: 1. liczba punktów; 2. liczba zwycięstw; 3. stosunek setów; 4. stosunek małych punktów; 5. bilans w bezpośrednich meczach
     runda play-off
     baraż o utrzymanie

## Faza play-off[2]
(do 3 zwycięstw)

### Grupa 1
| Data       | Drużyna 1                     | Wynik | Drużyna 2                     | Sety                              |
| ---------- | ----------------------------- | ----- | ----------------------------- | --------------------------------- |
| 13.03.2021 | GBS Bank KS Orzeł Międzyrzecz | 3:1   | SPS Konspol Słupca            | 21:25, 25:21, 25:21, 25:19        |
| 14.03.2021 | GBS Bank KS Orzeł Międzyrzecz | 3:1   | SPS Konspol Słupca            | 21:25, 25:23, 25:19, 25:19        |
| 20.03.2021 | SPS Konspol Słupca            | 0:3   | GBS Bank KS Orzeł Międzyrzecz | 21:25, 28:30, 19:25               |
|            |                               |       |                               |                                   |
| 13.03.2021 | LUKS Wilki Wilczyn            | 3:1   | GKS Stoczniowiec Gdańsk       | 21:25, 25:20, 26:24, 25:17        |
| 14.03.2021 | LUKS Wilki Wilczyn            | 3:2   | GKS Stoczniowiec Gdańsk       | 27:29, 25:19, 25:21, 21:25, 15:9  |
| 20.03.2021 | GKS Stoczniowiec Gdańsk       | 2:3   | LUKS Wilki Wilczyn            | 25:18, 23:25, 25:19, 24:26, 14:16 |

### Grupa 2
| Data       | Drużyna 1                      | Wynik | Drużyna 2                      | Sety                              |
| ---------- | ------------------------------ | ----- | ------------------------------ | --------------------------------- |
| 13.03.2021 | Legia Warszawa                 | 3:1   | KS Camper Wyszków              | 23:25, 25:19, 25:16, 25:11        |
| 14.03.2021 | Legia Warszawa                 | 3:1   | KS Camper Wyszków              | 25:19, 25:27, 25:21, 25:12        |
| 20.03.2021 | KS Camper Wyszków              | 3:2   | Legia Warszawa                 | 25:20, 14:25, 25:20, 22:25, 15:8  |
| 21.03.2021 | KS Camper Wyszków              | 3:2   | Legia Warszawa                 | 19:25, 17:25, 25:22, 25:19, 26:24 |
| 31.03.2021 | Legia Warszawa                 | 3:0   | KS Camper Wyszków              | 25:12, 25:20, 25:15               |
|            |                                |       |                                |                                   |
| 13.03.2021 | UKS Sparta Grodzisk Mazowiecki | 3:0   | SMS PZPS Spała II              | 25:23, 27:25, 25:21               |
| 14.03.2021 | UKS Sparta Grodzisk Mazowiecki | 3:0   | SMS PZPS Spała II              | 25:17, 25:19, 26:24               |
| 19.03.2021 | SMS PZPS Spała II              | 3:2   | UKS Sparta Grodzisk Mazowiecki | 15:25, 21:25, 25:18, 25:22, 15:13 |
| 21.03.2021 | SMS PZPS Spała II              | 3:1   | UKS Sparta Grodzisk Mazowiecki | 23:25, 25:22, 29:27, 25:20        |
| 31.03.2021 | UKS Sparta Grodzisk Mazowiecki | 3:2   | SMS PZPS Spała II              | 25:17, 21:25, 25:27, 25:23, 15:13 |

### Grupa 3
| Data       | Drużyna 1                     | Wynik | Drużyna 2                     | Sety                              |
| ---------- | ----------------------------- | ----- | ----------------------------- | --------------------------------- |
| 13.03.2021 | SMS PZPS Spała                | 3:1   | LKS Czarni Rząśnia            | 25:19, 25:16, 23:25, 25:21        |
| 14.03.2021 | SMS PZPS Spała                | 3:1   | LKS Czarni Rząśnia            | 25:22, 25:22, 22:25, 25:22        |
| 20.03.2021 | LKS Czarni Rząśnia            | 1:3   | SMS PZPS Spała                | 25:18, 22:25, 19:25, 24:26        |
|            |                               |       |                               |                                   |
| 13.03.2021 | Tubądzin Volley MOSiR Sieradz | 1:3   | WKS Wieluń                    | 19:25, 23:25, 25:16, 26:28        |
| 14.03.2021 | Tubądzin Volley MOSiR Sieradz | 3:1   | WKS Wieluń                    | 16:25, 25:23, 26:24, 25:19        |
| 20.03.2021 | WKS Wieluń                    | 2:3   | Tubądzin Volley MOSiR Sieradz | 21:25, 25:19, 22:25, 26:24, 12:15 |
| 21.03.2021 | WKS Wieluń                    | 3:0   | Tubądzin Volley MOSiR Sieradz | 25:20, 25:14, 26:24               |
| 31.03.2021 | Tubądzin Volley MOSiR Sieradz | 2:3   | WKS Wieluń                    | 21:25, 25:18, 23:25, 25:23, 12:15 |

### Grupa 4
| Data       | Drużyna 1                  | Wynik | Drużyna 2                  | Sety                              |
| ---------- | -------------------------- | ----- | -------------------------- | --------------------------------- |
| 13.03.2021 | SPS Chrobry Głogów         | 3:0   | MUKS Ziemia Milicka Milicz | 25:19, 25:17, 25:14               |
| 14.03.2021 | SPS Chrobry Głogów         | 3:0   | MUKS Ziemia Milicka Milicz | 29:27, 25:9, 25:19                |
| 20.03.2021 | MUKS Ziemia Milicka Milicz | 0:3   | SPS Chrobry Głogów         | 18:25, 19:25, 14:25               |
|            |                            |       |                            |                                   |
| 13.03.2021 | WKS Sobieski ARENA Żagań   | 3:1   | MKST Astra Nowa Sól        | 25:21, 26:28, 25:16, 25:18        |
| 14.03.2021 | WKS Sobieski ARENA Żagań   | 1:3   | MKST Astra Nowa Sól        | 23:25, 25:18, 25:27, 19:25        |
| 20.03.2021 | MKST Astra Nowa Sól        | 2:3   | WKS Sobieski ARENA Żagań   | 21:25, 25:22, 20:25, 25:15, 14:16 |
| 21.03.2021 | MKST Astra Nowa Sól        | 3:0   | WKS Sobieski ARENA Żagań   | 25:21, 25:20, 25:20               |
| 31.03.2021 | WKS Sobieski ARENA Żagań   | 3:1   | MKST Astra Nowa Sól        | 25:21, 25:22, 23:25, 25:22        |

### Grupa 5
| Data       | Drużyna 1                         | Wynik | Drużyna 2                         | Sety                              |
| ---------- | --------------------------------- | ----- | --------------------------------- | --------------------------------- |
| 13.03.2021 | MKS Andrychów                     | 3:1   | TKS Tychy                         | 25:20, 25:21, 23:25, 26:24        |
| 14.03.2021 | MKS Andrychów                     | 3:2   | TKS Tychy                         | 17:25, 23:25, 34:32, 25:18, 15:13 |
| 20.03.2021 | TKS Tychy                         | 3:0   | MKS Andrychów                     | 25:15, 25:17, 25:18               |
| 21.03.2021 | TKS Tychy                         | 3:1   | MKS Andrychów                     | 21:25, 25:16, 25:19, 25:17        |
| 31.03.2021 | MKS Andrychów                     | 3:0   | TKS Tychy                         | 25:21, 25:19, 25:17               |
|            |                                   |       |                                   |                                   |
| 13.03.2021 | UMKS Kęczanin Kęty                | 1:3   | Eco-Team AZS Stoelzle Częstochowa | 18:25, 28:26, 21:25, 23:25        |
| 14.03.2021 | UMKS Kęczanin Kęty                | 3:1   | Eco-Team AZS Stoelzle Częstochowa | 25:23, 18:25, 25:20, 25:11        |
| 20.03.2021 | Eco-Team AZS Stoelzle Częstochowa | 3:0   | UMKS Kęczanin Kęty                | 25:21, 25:18, 25:21               |
| 21.03.2021 | Eco-Team AZS Stoelzle Częstochowa | 3:1   | UMKS Kęczanin Kęty                | 20:25, 25:19, 25:21, 25:22        |

### Grupa 6
| Data       | Drużyna 1                 | Wynik | Drużyna 2                 | Sety                              |
| ---------- | ------------------------- | ----- | ------------------------- | --------------------------------- |
| 13.03.2021 | KKS Kozienice             | 3:0   | KS Arka Tempo Chełm       | 25:14, 26:24, 25:14               |
| 14.03.2021 | KKS Kozienice             | 2:3   | KS Arka Tempo Chełm       | 13:25, 20:25, 25:20, 36:34, 14:16 |
| 20.03.2021 | KS Arka Tempo Chełm       | 3:0   | KKS Kozienice             | 25:22, 25:21, 25:18               |
| 21.03.2021 | KS Arka Tempo Chełm       | 3:1   | KKS Kozienice             | 28:30, 25:15, 25:18, 25:19        |
|            |                           |       |                           |                                   |
| 13.03.2021 | Karpaty PWSZ Krosno Glass | 3:0   | MKS MOSiR Jasło           | 25:20, 25:22, 25:21               |
| 14.03.2021 | Karpaty PWSZ Krosno Glass | 3:1   | MKS MOSiR Jasło           | 25:20, 24:26, 25:19, 25:18        |
| 20.03.2021 | MKS MOSiR Jasło           | 3:1   | Karpaty PWSZ Krosno Glass | 25:22, 25:21, 16:25, 25:20        |
| 21.03.2021 | MKS MOSiR Jasło           | 1:3   | Karpaty PWSZ Krosno Glass | 25:17, 24:26, 21:25, 21:25        |

## Faza play-out[2]
(do 3 zwycięstw)

### Grupa 1
| Data       | Drużyna 1               | Wynik | Drużyna 2               | Sety                              |
| ---------- | ----------------------- | ----- | ----------------------- | --------------------------------- |
| 13.03.2021 | SKS Gorzów Wielkopolski | 3:1   | SMS Police              | 19:25, 25:15, 25:22, 25:10        |
| 14.03.2021 | SKS Gorzów Wielkopolski | 3:2   | SMS Police              | 18:25, 20:25, 25:15, 25:15, 15:8  |
| 20.03.2021 | SMS Police              | 2:3   | SKS Gorzów Wielkopolski | 25:14, 13:25, 25:21, 16:25, 12:15 |

### Grupa 2
| Data       | Drużyna 1                            | Wynik | Drużyna 2                            | Sety                              |
| ---------- | ------------------------------------ | ----- | ------------------------------------ | --------------------------------- |
| 13.03.2021 | UKS Centrum Augustów                 | 3:1   | Bestios Białystok                    | 19:25, 25:20, 25:15, 25:18        |
| 14.03.2021 | UKS Centrum Augustów                 | 3:2   | Bestios Białystok                    | 20:25, 20:25, 25:22, 25:21, 15:11 |
| 20.03.2021 | Bestios Białystok                    | 1:3   | UKS Centrum Augustów                 | 23:25, 25:22, 18:25, 15:25        |
|            |                                      |       |                                      |                                   |
| 13.03.2021 | AZS UWM Olsztyn II                   | 3:2   | KS MOSiR Huragan Międzyrzec Podlaski | 22:25, 25:19, 25:15, 20:25, 15:11 |
| 14.03.2021 | AZS UWM Olsztyn II                   | 1:3   | KS MOSiR Huragan Międzyrzec Podlaski | 25:12, 15:25, 20:25, 19:25        |
| 20.03.2021 | KS MOSiR Huragan Międzyrzec Podlaski | 3:1   | AZS UWM Olsztyn II                   | 27:25, 25:22, 26:28, 25:22        |
| 21.03.2021 | KS MOSiR Huragan Międzyrzec Podlaski | 3:2   | AZS UWM Olsztyn II                   | 21:25, 18:25, 25:15, 25:10, 15:7  |

### Grupa 3
| Data       | Drużyna 1               | Wynik | Drużyna 2               | Sety                              |
| ---------- | ----------------------- | ----- | ----------------------- | --------------------------------- |
| 13.03.2021 | LUMKS Kasztelan Rozprza | 1:3   | AZS UMK Toruń           | 22:25, 23:25, 26:24, 23:25        |
| 14.03.2021 | LUMKS Kasztelan Rozprza | 3:1   | AZS UMK Toruń           | 17:25, 26:24, 28:26, 25:17        |
| 20.03.2021 | AZS UMK Toruń           | 3:0   | LUMKS Kasztelan Rozprza | 25:18, 25:21, 25:23               |
| 21.03.2021 | AZS UMK Toruń           | 3:1   | LUMKS Kasztelan Rozprza | 25:22, 25:20, 22:25, 25:20        |
|            |                         |       |                         |                                   |
| 13.03.2021 | KS Hetman Włoszczowa    | 3:2   | LKS LUKS Dobroń         | 23:25, 25:20, 21:25, 25:20, 15:10 |
| 14.03.2021 | KS Hetman Włoszczowa    | 3:2   | LKS LUKS Dobroń         | 25:11, 18:25, 21:25, 25:14, 15:9  |
| 20.03.2021 | LKS LUKS Dobroń         | 3:1   | KS Hetman Włoszczowa    | 25:21, 25:23, 22:25, 25:20        |
| 21.03.2021 | LKS LUKS Dobroń         | 1:3   | KS Hetman Włoszczowa    | 23:25, 25:21, 16:25, 11:25        |

### Grupa 4
| Data       | Drużyna 1                          | Wynik | Drużyna 2                          | Sety                       |
| ---------- | ---------------------------------- | ----- | ---------------------------------- | -------------------------- |
| 12.03.2021 | MKS Ikar Legnica                   | 3:0   | AZ UZ Zielona Góra                 | 25:17, 25:20, 25:18        |
| 13.03.2021 | MKS Ikar Legnica                   | 3:1   | AZ UZ Zielona Góra                 | 25:15, 25:18, 21:25, 25:23 |
| 20.03.2021 | AZ UZ Zielona Góra                 | 0:3   | MKS Ikar Legnica                   | 25:27, 23:25, 20:25        |
|            |                                    |       |                                    |                            |
| 13.03.2021 | MKS Olavia Oława                   | 1:3   | IM Faurecia Volley Jelcz-Laskowice | 25:16, 22:25, 16:25, 22:25 |
| 14.03.2021 | MKS Olavia Oława                   | 1:3   | IM Faurecia Volley Jelcz-Laskowice | 17:25, 17:25, 25:16, 20:25 |
| 20.03.2021 | IM Faurecia Volley Jelcz-Laskowice | 3:0   | MKS Olavia Oława                   | walkower                   |

Objaśnienie: Trzeci mecz pomiędzy zespołami MKS Olavia Oława i IM Faurencia Volley Jelcz-Laskowice, który miał być rozegrany w Jelcz-Laskowicach został zweryfikowany jako walkower na rzecz drużyny IM Faurencia Volley Jelcz-Laskowice.

### Grupa 5
| Data       | Drużyna 1                                      | Wynik | Drużyna 2                                      | Sety                             |
| ---------- | ---------------------------------------------- | ----- | ---------------------------------------------- | -------------------------------- |
| 13.03.2021 | TS Volley Rybnik                               | 3:0   | AZS Politechnika Opolska Cementownia Odra S.A. | 28:26, 26:24, 25:16              |
| 14.03.2021 | TS Volley Rybnik                               | 3:2   | AZS Politechnika Opolska Cementownia Odra S.A. | 25:21, 20:25, 18:25, 25:18, 15:7 |
| 20.03.2021 | AZS Politechnika Opolska Cementownia Odra S.A. | 1:3   | TS Volley Rybnik                               | 24:26, 25:16, 24:26, 27:29       |
|            |                                                |       |                                                |                                  |
| 13.03.2021 | AT Jastrzębski Węgiel                          | 3:0   | NKS Start Namysłów                             | 25:22, 25:23, 25:21              |
| 14.03.2021 | AT Jastrzębski Węgiel                          | 3:0   | NKS Start Namysłów                             | 25:22, 25:17, 25:21              |
| 20.03.2021 | NKS Start Namysłów                             | 0:3   | AT Jastrzębski Węgiel                          | 24:26, 15:25, 25:27              |

### Grupa 6
| Data       | Drużyna 1             | Wynik | Drużyna 2             | Sety                              |
| ---------- | --------------------- | ----- | --------------------- | --------------------------------- |
| 20.03.2021 | KS Błękitni Ropczyce  | 3:0   | GKPS Gorlice          | 25:14, 25:23, 25:14               |
| 21.03.2021 | KS Błękitni Ropczyce  | 3:0   | GKPS Gorlice          | 25:21, 26:24, 25:18               |
| 27.03.2021 | GKPS Gorlice          | 2:3   | KS Błękitni Ropczyce  | 25:17, 25:21, 19:25, 20:25, 16:18 |
|            |                       |       |                       |                                   |
| 13.03.2021 | AKS V LO Rzeszów      | 3:2   | SMS Sparta AGH Kraków | 17:25, 23:25, 25:22, 25:19, 15:9  |
| 14.03.2021 | AKS V LO Rzeszów      | 3:1   | SMS Sparta AGH Kraków | 26:28, 25:20, 25:18, 25:18        |
| 20.03.2021 | SMS Sparta AGH Kraków | 0:3   | AKS V LO Rzeszów      | 23:25, 21:25, 20:25               |

## Klasyfikacja końcowa[3]

### Grupa 1
| Lp. | Drużyna                       |
| --- | ----------------------------- |
| 1   | GBS Bank KS Orzeł Międzyrzecz |
| 2   | LUKS WILKI Wilczyn            |
| 3   | GKS Stoczniowiec Gdańsk       |
| 4   | SPS Konspol Słupca            |
| 5   | Trefl Lębork                  |
| 6   | Enea Energetyk Poznań         |
| 7   | STALPRO Błyskawica Szczecin   |
| 8   | SKS Gorzów Wielkopolski       |
| 9   | SMS Police                    |
| 10  | MKS STEICO Noteć Czarnków     |

     - awans do turniejów półfinałowych
     - spadek do III ligi

### Grupa 2
| Lp. | Drużyna                              |
| --- | ------------------------------------ |
| 1   | Legia Warszawa                       |
| 2   | UKS Sparta Grodzisk Mazowiecki       |
| 3   | SMS PZPS Spała II                    |
| 4   | KS Camper Wyszków                    |
| 5   | KS Metro Warszawa                    |
| 6   | MOS Wola Tramwaje Warszawskie        |
| 7   | UKS Centrum Augustów                 |
| 8   | KS MOSiR Huragan Międzyrzec Podlaski |
| 9   | AZS UWM Olsztyn II                   |
| 10  | Bestios Białystok                    |

     - awans do turniejów półfinałowych
     - spadek do III ligi

### Grupa 3
| Lp. | Drużyna                       |
| --- | ----------------------------- |
| 1   | SMS PZPS Spała                |
| 2   | WKS Wieluń                    |
| 3   | Tubądzin Volley MOSiR Sieradz |
| 4   | LKS Czarni Rząśnia            |
| 5   | MKS Bzura Ozorków             |
| 6   | MMKS Lotnik Łęczyca           |
| 7   | KS Hetman Włoszczowa          |
| 8   | AZS UMK Toruń                 |
| 9   | LUMKS Kasztelan Rozprza       |
| 10  | LKS LUKS Dobroń               |

     - awans do turniejów półfinałowych
     - spadek do III ligi

### Grupa 4
| Lp. | Drużyna                            |
| --- | ---------------------------------- |
| 1   | SPS Chrobry Głogów                 |
| 2   | WKS Sobieski ARENA Żagań           |
| 3   | MKST Astra Nowa Sól                |
| 4   | MUKS Ziemia Milicka Milicz         |
| 5   | KS Bielawianka Bester Bielawa      |
| 6   | KPS Chełmiec Wałbrzych             |
| 7   | MKS Ikar Legnica                   |
| 8   | IM Faurecia Volley Jelcz-Laskowice |
| 9   | MKS Olavia Oława                   |
| 10  | AZS UZ Zielona Góra                |

     - awans do turniejów półfinałowych
     - spadek do III ligi

### Grupa 5
| Lp. | Drużyna                                        |
| --- | ---------------------------------------------- |
| 1   | MKS Andrychów                                  |
| 2   | Eco-Team AZS Stoelzle Częstochowa              |
| 3   | UMKS Kęczanin Kęty                             |
| 4   | Tyski Klub Siatkarski                          |
| 5   | WIE-DRUK MKS Będzin II                         |
| 6   | KS Volley Miasteczko Śląskie                   |
| 7   | TS Volley Rybnik                               |
| 8   | AT Jastrzębski Węgiel                          |
| 9   | NKS Start Namysłów                             |
| 10  | AZS Politechnika Opolska Cementownia Odra S.A. |

     - awans do turniejów półfinałowych
     - spadek do III ligi

### Grupa 6
| Lp. | Drużyna                      |
| --- | ---------------------------- |
| 1   | Karpaty PWSZ Krosno Glass    |
| 2   | KS Arka Tempo Chełm          |
| 3   | Enea KKS Kozienice           |
| 4   | MKS MOSiR Jasło              |
| 5   | Extrans Sędziszów Małopolski |
| 6   | KS Hutnik-Wanda Kraków       |
| 7   | KS Błękitni Ropczyce         |
| 8   | AKS V LO Rzeszów             |
| 9   | SMS Sparta AGH Kraków        |
| 10  | GKPS Gorlice                 |

     - awans do turniejów półfinałowych
     - spadek do III ligi

## Turnieje półfinałowe

### Wilczyn
Tabela
| Lp. | Drużyna                       | Pkt | Mecze | Mecze | Mecze | Rodzaj wyniku | Rodzaj wyniku | Rodzaj wyniku | Rodzaj wyniku | Rodzaj wyniku | Rodzaj wyniku | Sety | Sety | Sety  | Małe punkty | Małe punkty | Małe punkty |
| Lp. | Drużyna                       | Pkt | M     | W     | P     | 3:0           | 3:1           | 3:2           | 2:3           | 1:3           | 0:3           | wyg. | prz. | stos. | zdob.       | str.        | stos.       |
| --- | ----------------------------- | --- | ----- | ----- | ----- | ------------- | ------------- | ------------- | ------------- | ------------- | ------------- | ---- | ---- | ----- | ----------- | ----------- | ----------- |
| 1   | SPS Chrobry Głogów            | 6   | 3     | 3     | 0     | 2             | 1             | 0             | 0             | 0             | 0             | 9    | 1    | 9     | 257         | 210         | 1.22        |
| 2   | WKS Sobieski ARENA Żagań      | 5   | 3     | 2     | 1     | 1             | 0             | 1             | 0             | 0             | 1             | 6    | 5    | 1.2   | 239         | 236         | 1.01        |
| 3   | GBS Bank KS Orzeł Międzyrzecz | 4   | 3     | 1     | 2     | 0             | 0             | 1             | 1             | 1             | 0             | 6    | 8    | 0.75  | 295         | 306         | 0.96        |
| 4   | LUKS Wilki Wilczyn            | 3   | 3     | 0     | 3     | 0             | 0             | 0             | 1             | 0             | 2             | 2    | 9    | 0.22  | 215         | 254         | 0.85        |

Źródło: https://2ligamezczyzn.volleystation.com/pl/season/3/phase-117-turniej-polfinalowy-wilczyn/standings/
Punktacja: zwycięstwo – 2 pkt., porażka – 1 pkt.
Zasady ustalania kolejności: 1. liczba punktów; 2. liczba zwycięstw; 3. stosunek setów; 4. stosunek małych punktów; 5. bilans w bezpośrednich meczach
     awans do turnieju finałowego
Terminarz i wyniki
| Data       | Drużyna 1                     | Wynik | Drużyna 2                     | Sety                              |
| ---------- | ----------------------------- | ----- | ----------------------------- | --------------------------------- |
| 09.04.2021 | GBS Bank KS Orzeł Międzyrzecz | 2:3   | WKS Sobieski ARENA Żagań      | 19:25, 25:22, 25:18, 18:25, 12:15 |
| 09.04.2021 | LUKS Wilki Wilczyn            | 0:3   | SPS Chrobry Głogów            | 19:25, 23:25, 17:25               |
|            |                               |       |                               |                                   |
| 10.04.2021 | WKS Sobieski ARENA Żagań      | 0:3   | SPS Chrobry Głogów            | 16:25, 17:25, 26:28               |
| 10.04.2021 | GBS Bank KS Orzeł Międzyrzecz | 3:2   | LUKS Wilki Wilczyn            | 25:16, 25:22, 20:25, 19:25, 15:9  |
|            |                               |       |                               |                                   |
| 11.04.2021 | LUKS Wilki Wilczyn            | 0:3   | WKS Sobieski ARENA Żagań      | 22:25, 19:25, 18:25               |
| 11.04.2021 | SPS Chrobry Głogów            | 3:1   | GBS Bank KS Orzeł Międzyrzecz | 29:31, 25:22, 25:18, 25:21        |

### Grodzisk Mazowiecki
Tabela
| Lp. | Drużyna                        | Pkt | Mecze | Mecze | Mecze | Rodzaj wyniku | Rodzaj wyniku | Rodzaj wyniku | Rodzaj wyniku | Rodzaj wyniku | Rodzaj wyniku | Sety | Sety | Sety  | Małe punkty | Małe punkty | Małe punkty |
| Lp. | Drużyna                        | Pkt | M     | W     | P     | 3:0           | 3:1           | 3:2           | 2:3           | 1:3           | 0:3           | wyg. | prz. | stos. | zdob.       | str.        | stos.       |
| --- | ------------------------------ | --- | ----- | ----- | ----- | ------------- | ------------- | ------------- | ------------- | ------------- | ------------- | ---- | ---- | ----- | ----------- | ----------- | ----------- |
| 1   | SMS PZPS Spała                 | 6   | 3     | 3     | 0     | 0             | 3             | 0             | 0             | 0             | 0             | 9    | 3    | 3     | 287         | 257         | 1.12        |
| 2   | Legia Warszawa                 | 5   | 3     | 2     | 1     | 2             | 0             | 0             | 0             | 1             | 0             | 7    | 3    | 2.33  | 240         | 212         | 1.13        |
| 3   | WKS Wieluń                     | 4   | 3     | 1     | 2     | 0             | 1             | 0             | 0             | 1             | 1             | 4    | 7    | 0.57  | 211         | 239         | 0.88        |
| 4   | UKS Sparta Grodzisk Mazowiecki | 3   | 3     | 0     | 3     | 0             | 0             | 0             | 0             | 2             | 1             | 2    | 9    | 0.22  | 212         | 242         | 0.88        |

Źródło: https://2ligamezczyzn.volleystation.com/pl/season/3/phase-116-turniej-polfinalowy-grodzisk-mazowiecki/standings/
Punktacja: zwycięstwo – 2 pkt., porażka – 1 pkt.
Zasady ustalania kolejności: 1. liczba punktów; 2. liczba zwycięstw; 3. stosunek setów; 4. stosunek małych punktów; 5. bilans w bezpośrednich meczach
     awans do turnieju finałowego
Terminarz i wyniki
| Data       | Drużyna 1                      | Wynik | Drużyna 2                      | Sety                       |
| ---------- | ------------------------------ | ----- | ------------------------------ | -------------------------- |
| 09.04.2021 | Legia Warszawa                 | 3:0   | WKS Wieluń                     | 25:22, 25:17, 25:16        |
| 09.04.2021 | UKS Sparta Grodzisk Mazowiecki | 1:3   | SMS PZPS Spała                 | 21:25, 25:17, 18:25, 22:25 |
|            |                                |       |                                |                            |
| 10.04.2021 | WKS Wieluń                     | 1:3   | SMS PZPS Spała                 | 25:23, 16:25, 17:25, 23:25 |
| 10.04.2021 | Legia Warszawa                 | 3:0   | UKS Sparta Grodzisk Mazowiecki | 25:17, 25:21, 25:22        |
|            |                                |       |                                |                            |
| 11.04.2021 | UKS Sparta Grodzisk Mazowiecki | 0:3   | WKS Wieluń                     | 21:25, 22:25, 23:25        |
| 11.04.2021 | SMS PZPS Spała                 | 3:1   | Legia Warszawa                 | 25:23, 25:22, 22:25, 25:20 |

### Chełm
Tabela
| Lp. | Drużyna                           | Pkt | Mecze | Mecze | Mecze | Rodzaj wyniku | Rodzaj wyniku | Rodzaj wyniku | Rodzaj wyniku | Rodzaj wyniku | Rodzaj wyniku | Sety | Sety | Sety  | Małe punkty | Małe punkty | Małe punkty |
| Lp. | Drużyna                           | Pkt | M     | W     | P     | 3:0           | 3:1           | 3:2           | 2:3           | 1:3           | 0:3           | wyg. | prz. | stos. | zdob.       | str.        | stos.       |
| --- | --------------------------------- | --- | ----- | ----- | ----- | ------------- | ------------- | ------------- | ------------- | ------------- | ------------- | ---- | ---- | ----- | ----------- | ----------- | ----------- |
| 1   | Eco-Team AZS Stoelzle Częstochowa | 6   | 3     | 3     | 0     | 1             | 1             | 1             | 0             | 0             | 0             | 9    | 3    | 3     | 278         | 241         | 1.15        |
| 2   | Karpaty PWSZ Krosno Glass         | 4   | 3     | 1     | 2     | 0             | 1             | 0             | 2             | 0             | 0             | 7    | 7    | 1     | 298         | 282         | 1.06        |
| 3   | KS Arka Tempo Chełm               | 4   | 3     | 1     | 2     | 0             | 0             | 1             | 0             | 2             | 0             | 5    | 8    | 0.63  | 275         | 299         | 0.92        |
| 4   | MKS Andrychów                     | 3   | 3     | 0     | 3     | 0             | 0             | 0             | 1             | 1             | 1             | 3    | 9    | 0.33  | 259         | 288         | 0.9         |

Źródło: https://2ligamezczyzn.volleystation.com/pl/season/3/phase-112-turniej-polfinalowy-chelm/standings//standings/
Punktacja: zwycięstwo – 2 pkt., porażka – 1 pkt.
Zasady ustalania kolejności: 1. liczba punktów; 2. liczba zwycięstw; 3. stosunek setów; 4. stosunek małych punktów; 5. bilans w bezpośrednich meczach
     awans do turnieju finałowego
Terminarz i wyniki
| Data       | Drużyna 1                         | Wynik | Drużyna 2                         | Sety                              |
| ---------- | --------------------------------- | ----- | --------------------------------- | --------------------------------- |
| 09.04.2021 | MKS Andrychów                     | 2:3   | KS Arka Tempo Chełm               | 25:22, 17:25, 25:21, 22:25, 15:17 |
| 09.04.2021 | Eco-Team AZS Stoelzle Częstochowa | 3:2   | Karpaty PWSZ Krosno Glass         | 22:25, 25:22, 25:16, 16:25, 15:12 |
|            |                                   |       |                                   |                                   |
| 10.04.2021 | KS Arka Tempo Chełm               | 1:3   | Karpaty PWSZ Krosno Glass         | 25:22, 18:25, 19:25, 22:25        |
| 10.04.2021 | MKS Andrychów                     | 0:3   | Eco-Team AZS Stoelzle Częstochowa | 15:25, 25:27, 20:25               |
|            |                                   |       |                                   |                                   |
| 11.04.2021 | Eco-Team AZS Stoelzle Częstochowa | 3:1   | KS Arka Tempo Chełm               | 23:25, 25:17, 25:22, 25:17        |
| 11.04.2021 | Karpaty PWSZ Krosno Glass         | 3:1   | MKS Andrychów                     | 29:27, 22:25, 25:23, 25:20        |

## Turniej finałowy (Warszawa)

### I faza

#### Grupa A
Tabela
| Lp. | Drużyna                  | Pkt | Mecze | Mecze | Mecze | Rodzaj wyniku | Rodzaj wyniku | Rodzaj wyniku | Rodzaj wyniku | Rodzaj wyniku | Rodzaj wyniku | Sety | Sety | Sety  | Małe punkty | Małe punkty | Małe punkty |
| Lp. | Drużyna                  | Pkt | M     | W     | P     | 3:0           | 3:1           | 3:2           | 2:3           | 1:3           | 0:3           | wyg. | prz. | stos. | zdob.       | str.        | stos.       |
| --- | ------------------------ | --- | ----- | ----- | ----- | ------------- | ------------- | ------------- | ------------- | ------------- | ------------- | ---- | ---- | ----- | ----------- | ----------- | ----------- |
| 1   | SPS Chrobry Głogów       | 4   | 2     | 2     | 0     | 1             | 1             | 0             | 0             | 0             | 0             | 6    | 1    | 6     | 169         | 145         | 1.17        |
| 2   | SMS PZPS Spała           | 3   | 2     | 1     | 1     | 0             | 0             | 1             | 0             | 0             | 1             | 3    | 5    | 0.6   | 165         | 170         | 0.97        |
| 3   | WKS Sobieski ARENA Żagań | 2   | 2     | 0     | 2     | 0             | 0             | 0             | 1             | 1             | 0             | 3    | 6    | 0.5   | 182         | 201         | 0.91        |

Źródło: https://2ligamezczyzn.volleystation.com/pl/season/3/phase-121-turniej-finalowy-grupa-a/standings/
Punktacja: zwycięstwo – 2 pkt., porażka – 1 pkt.
Zasady ustalania kolejności: 1. liczba punktów; 2. liczba zwycięstw; 3. stosunek setów; 4. stosunek małych punktów; 5. bilans w bezpośrednich meczach
     awans do II fazy turnieju finałowego
Terminarz i wyniki
| Data       | Drużyna 1                | Wynik | Drużyna 2                | Sety                              |
| ---------- | ------------------------ | ----- | ------------------------ | --------------------------------- |
| 28.04.2021 | WKS Sobieski ARENA Żagań | 2:3   | SMS PZPS Spała           | 13:25, 25:20, 21:25, 25:22, 11:15 |
| 29.04.2021 | SPS Chrobry Głogów       | 3:1   | WKS Sobieski ARENA Żagań | 25:19, 25:21, 19:25, 25:22        |
| 30.04.2021 | SMS PZPS Spała           | 0:3   | SPS Chrobry Głogów       | 18:25, 22:25, 18:25               |

#### Grupa B
Tabela
| Lp. | Drużyna                           | Pkt | Mecze | Mecze | Mecze | Rodzaj wyniku | Rodzaj wyniku | Rodzaj wyniku | Rodzaj wyniku | Rodzaj wyniku | Rodzaj wyniku | Sety | Sety | Sety  | Małe punkty | Małe punkty | Małe punkty |
| Lp. | Drużyna                           | Pkt | M     | W     | P     | 3:0           | 3:1           | 3:2           | 2:3           | 1:3           | 0:3           | wyg. | prz. | stos. | zdob.       | str.        | stos.       |
| --- | --------------------------------- | --- | ----- | ----- | ----- | ------------- | ------------- | ------------- | ------------- | ------------- | ------------- | ---- | ---- | ----- | ----------- | ----------- | ----------- |
| 1   | Legia Warszawa                    | 4   | 2     | 2     | 0     | 1             | 0             | 1             | 0             | 0             | 0             | 6    | 2    | 3     | 193         | 172         | 1.12        |
| 2   | Eco-Team AZS Stoelzle Częstochowa | 3   | 2     | 1     | 1     | 0             | 1             | 0             | 1             | 0             | 0             | 5    | 4    | 1.25  | 212         | 209         | 1.01        |
| 3   | Karpaty PWSZ Krosno Glass         | 2   | 2     | 0     | 2     | 0             | 0             | 0             | 0             | 1             | 1             | 1    | 6    | 0.17  | 150         | 174         | 0.86        |

Źródło: https://2ligamezczyzn.volleystation.com/pl/season/3/phase-120-turniej-finalowy-grupa-b/standings/
Punktacja: zwycięstwo – 2 pkt., porażka – 1 pkt.
Zasady ustalania kolejności: 1. liczba punktów; 2. liczba zwycięstw; 3. stosunek setów; 4. stosunek małych punktów; 5. bilans w bezpośrednich meczach
     awans do II fazy turnieju finałowego
Terminarz i wyniki
| Data       | Drużyna 1                         | Wynik | Drużyna 2                         | Sety                              |
| ---------- | --------------------------------- | ----- | --------------------------------- | --------------------------------- |
| 28.04.2021 | Karpaty PWSZ Krosno Glass         | 0:3   | Legia Warszawa                    | 19:25, 19:25, 21:25               |
| 29.04.2021 | Eco-Team AZS Stoelzle Częstochowa | 3:1   | Karpaty PWSZ Krosno Glass         | 24:26, 25:23, 25:23, 25:19        |
| 30.04.2021 | Legia Warszawa                    | 3:2   | Eco-Team AZS Stoelzle Częstochowa | 25:19, 29:27, 28:30, 21:25, 15:12 |

### II faza
Tabela (z zaliczeniem wyniku z I fazy)
| Lp. | Drużyna                           | Pkt | Mecze | Mecze | Mecze | Rodzaj wyniku | Rodzaj wyniku | Rodzaj wyniku | Rodzaj wyniku | Rodzaj wyniku | Rodzaj wyniku | Sety | Sety | Sety  | Małe punkty | Małe punkty | Małe punkty |
| Lp. | Drużyna                           | Pkt | M     | W     | P     | 3:0           | 3:1           | 3:2           | 2:3           | 1:3           | 0:3           | wyg. | prz. | stos. | zdob.       | str.        | stos.       |
| --- | --------------------------------- | --- | ----- | ----- | ----- | ------------- | ------------- | ------------- | ------------- | ------------- | ------------- | ---- | ---- | ----- | ----------- | ----------- | ----------- |
| 1   | Legia Warszawa                    | 6   | 3     | 3     | 0     | 1             | 1             | 1             | 0             | 0             | 0             | 9    | 3    | 3     | 293         | 255         | 1.15        |
| 2   | SPS Chrobry Głogów                | 5   | 3     | 2     | 1     | 1             | 0             | 1             | 0             | 0             | 1             | 6    | 5    | 1.2   | 243         | 235         | 1.03        |
| 3   | SMS PZPS Spała                    | 4   | 3     | 1     | 2     | 1             | 0             | 0             | 0             | 1             | 1             | 4    | 6    | 0.67  | 221         | 238         | 0.93        |
| 4   | Eco-Team AZS Stoelzle Częstochowa | 3   | 3     | 0     | 3     | 0             | 0             | 0             | 2             | 0             | 1             | 4    | 9    | 0.44  | 278         | 307         | 0.91        |

Źródło: https://2ligamezczyzn.volleystation.com/pl/season/3/phase-122-turniej-finalowy-grupa-finalowa/standings/
Punktacja: zwycięstwo – 2 pkt., porażka – 1 pkt.
Zasady ustalania kolejności: 1. liczba punktów; 2. liczba zwycięstw; 3. stosunek setów; 4. stosunek małych punktów; 5. bilans w bezpośrednich meczach
Uwagi: Awans drużyny SMS PZPS Spała decyzją PZPS.
     awans do Tauron 1. Ligi
Terminarz i wyniki
| Data       | Drużyna 1                         | Wynik | Drużyna 2                         | Sety                             |
| ---------- | --------------------------------- | ----- | --------------------------------- | -------------------------------- |
| 01.05.2021 | SPS Chrobry Głogów                | 3:2   | Eco-Team AZS STOELZLE Częstochowa | 28:26, 25:17, 22:25, 24:26, 15:8 |
| 01.05.2021 | SMS PZPS Spała                    | 1:3   | Legia Warszawa                    | 27:25, 20:25, 21:25, 20:25       |
|            |                                   |       |                                   |                                  |
| 02.05.2021 | Eco-Team AZS STOELZLE Częstochowa | 0:3   | SMS PZPS Spała                    | 20:25, 23:25, 20:25              |
| 02.05.2021 | SPS Chrobry Głogów                | 0:3   | Legia Warszawa                    | 18:25, 22:25, 14:25              |